# Mentocrex
Mentocrex es un género de aves gruiformes perteneciente a la familia Sarothruridae que contiene a dos especies endémicas de Madagascar.

## Especies
El género agrupa a las  siguientes especies:
- Mentocrex kioloides (Pucheran, 1845): distribuido en las selvas tropicales húmedas del este y de la meseta central de Madagascar.
- Mentocrex beankaensis Goodman et al., 2011: endémica de la región del Sambirano, en el noroeste de Madagascar.